# Leo Rost
Leo Rost (* 23. November 1934; † 5. September 2010) war ein deutscher Fußballspieler. Der Offensivspieler des 1. FC Bamberg wurde im Jahr 1961 einmal in der deutschen Fußballnationalmannschaft der Amateure eingesetzt. In der Saison 1961/62 hat er beim 1. FC Nürnberg in der damals erstklassigen Fußball-Oberliga Süd acht Spiele absolviert und zwei Tore erzielt. Er gewann mit dem „Club“ die süddeutsche Meisterschaft.

## Laufbahn
Mit den „Violetten“ des FC Bamberg sammelte der vielseitig verwendbare Angriffsspieler in der 2. Liga Süd Erfahrung und erreichte nach dem Abstieg 1959/60 in der Saison 1960/61 die Vizemeisterschaft in der Bayernliga Nord. Persönlicher Höhepunkt wurde aber seine Berufung in die Amateurnationalmannschaft am 1. Juni 1961 in Oberhausen beim Länderspiel gegen die Niederlande. Die Amateurauswahl des DFB, betreut von DFB-Trainer Helmut Schön, setzte sich mit 5:3 Toren durch und Einwechselspieler Rost – für Harry Bähre – steuerte einen Treffer bei. Im Angriff war die Elf mit Hans-Jürgen Himmelmann, Heinz Höher (Spielführer; ein Tor), Vereinskollege Dieter Zettelmaier (ein Tor), Bähre/Rost und auf Linksaußen, im damaligen WM-System, mit Gerhard Neuser (zwei Tore) besetzt gewesen.
Zur Saison 1961/62 unterschrieb er beim amtierenden Deutschen Meister, 1. FC Nürnberg, einen Vertrag und wechselte damit in die damals höchste Klasse, die Oberliga Süd. Sein Debüt in der Oberliga absolvierte er unter Trainer Herbert Widmayer am siebten Spieltag, den 17. September 1961, beim 5:0-Heimerfolg gegen den VfB Stuttgart. Er spielte auf Halblinks an der Seite der Angriffskollegen Gustav Flachenecker, Max Morlock, Tasso Wild und Kurt Haseneder und dem Neuling gelang ein Treffer. Als der Titelverteidiger im Süden sich am 1. Oktober gegen den Karlsruher SC mit 3:0 Toren durchsetzte, gelang Rost an der Seite von Mittelstürmer Heinz Strehl sein zweiter Treffer für Nürnberg. Sein achtes und letztes Oberligaspiel für den „Club“ bestritt der Bamberger am 25. März 1962 beim 2:1-Heimerfolg gegen den FSV Frankfurt. Damit endete seine höherklassige Laufbahn.
In späteren Jahren war er noch sehr erfolgreich in der „FC-Altligamannschaft“ des FC Bamberg aktiv. Herausragend waren die Einsätze im internationalen Hallenfußballturnier in der Graf-Stauffenberg-Halle.